# 에이디 브라이언트
에이디 브라이언트(Aidy Bryant, 1987년 5월 7일 ~ )는 미국의 배우, 코미디언이다. SNL 크루로서 2012년부터 2022년까지 활동했다.

## 출연 작품

### 영화
- 2014년: 《어메이징 스파이더맨 2》 - 자유의 여신상 역
- 2017년: 《빅 식》 - 메리 역
- 2017년: 《더 크리스마스》 - 루스 역 (목소리)
- 2018년: 《아이 필 프리티》 - 비비안 역

### 텔레비전
- 새터데이 나이트 라이브 (2012-22) - 정식 크루
- 휴먼 리소스 (2022-현재) - 에미 역 (목소리)